# Malena Alvarado
María Elena Alvarado Carrasco (26 tháng 6 năm 1954 – 26 tháng 12 năm 2013), được biết đến với nghệ danh Malena Alvarado, là một nữ diễn viên và tác giả người Venezuela, có sự nghiệp kéo dài hơn ba thập kỷ.
Sinh ra ở Caracas, Alvarado bắt đầu sự nghiệp diễn xuất vào năm 1981 và xuất hiện trong các vai diễn điện ảnh, truyền hình và sân khấu.
Malena Alvarado qua đời vì biến chứng sau ca phẫu thuật vào ngày 26 tháng 12 năm 2013, ở tuổi 59, tại quê nhà của bà ở thủ đô Caracas.